# Björn Lundegård
Björn Lundegård, född 4 maj 1927, död 27 september 1988, var en svensk poet, novellist och romanförfattare.
| ”                        | Jag vet inte varför jag skriver. | „ |
| – Björn Lundegård, 1954. |                                  |   |

## Verksamhet
Björn Lundegård debuterade 1952 med diktsamlingen Spegelvägar som stencilhäfte på det nybildade Metamorfos förlag. Han räknas till den litterära Metamorfosgruppen, och medverkade 1954 i FIB:s lyrikklubbs metamorfos-antologi sex unga lyriker tillsammans med bland andra Paul Andersson och Lasse Söderberg. I debutromanen Resenär (1960) skildras inledningsvis den unga litteraturscenen  i Stockholm i början av 1950-talet, därefter en resa ut i Europa tillsammans med en viss Mauritz, som enligt litteraturvetaren Jan Magnusson, är "lätt igenkännbar som Paul Andersson".